# 宮崎敦文
宮崎 敦文（みやざき あつふみ、1969年〈昭和44年〉2月18日 - ）は、日本の厚生・厚生労働官僚。

## 経歴
千葉県我孫子市出身。開成高等学校を経て、1991年3月に東京大学法学部を卒業。国家公務員採用Ⅰ種試験（法律）に合格し、同年4月、厚生省に入省。入省後、鹿屋市や山口県庁、日本貿易振興機構に出向し、保健局総務課長、大臣官房会計課長、内閣審議官兼新型コロナウイルス等感染症対策推進室審議官兼新型コロナウイルス感染症対策本部事務局審議官、総合政策担当審議官を歴任。
2024年（令和6年）7月5日、厚生労働省大臣官房総括審議官に就任。国の援護区域外で長崎原爆に遭った「被爆体験者」の一部を被爆者と認めた長崎地裁判決を受けて当事者の高齢化を踏まえて問題の早期解決を要望する大石賢吾長崎県知事と鈴木史朗長崎市長の訪問を受けた。
2025年（令和7年）7月8日、大臣官房長に就任。

## 年譜
- 1991年（平成3年）
  - 03月：東京大学法学部卒業
  - 04月：厚生省入省、厚生省大臣官房人事課、保健医療局企画課[1]
- 1993年（平成5年）7月 - 厚生省大臣官房政策課[1]
- 1995年（平成7年）
  - 4月 - 鹿屋市企画商工部企画課主幹[1]
  - 7月 - 鹿屋市総務部財政課主幹[1]
- 1996年（平成8年）4月：鹿屋市保健福祉部次長[1]
- 1997年（平成9年）
  - 4月 - 厚生省健康政策局指導課[1]
  - 7月 - 厚生省健康政策局総務課[1]
- 1998年（平成10年）7月 - 厚生省健康政策局総務課課長補佐[1]
- 1999年（平成11年）7月 - 厚生省大臣官房政策課課長補佐[1]
- 2000年（平成12年）4月 - 山口県健康福祉部厚生課企画監[1]
- 2001年（平成13年）4月 - 山口県健康福祉部障害福祉課長[1]
- 2003年（平成15年）4月 - 厚生労働省老健局介護保険課長補佐[1]
- 2004年（平成16年）7月 - 厚生労働省老健局総務課長補佐[1]
- 2005年（平成17年）
  - 7月 - 厚生労働省大臣官房厚生科学課長補佐[1]
  - 11月 - 厚生労働省大臣官房人事課副大臣秘書官事務取扱[1]
- 2006年（平成18年）9月 - 厚生労働省医薬食品局総務課長補佐[1]
- 2007年（平成19年）7月 - 厚生労働省政策統括官付社会保障担当参事官室長補佐[1]
- 2008年（平成20年）7月 - 厚生労働省政策企画官（併：政策統括官付社会保障担当参事官室）[1]
- 2009年（平成21年）7月 - 厚生労働省大臣官房総務課企画官（併：健康局結核感染症課）[1]
- 2010年（平成22年）7月 - 厚生労働省大臣官房総務課企画官（併：老健局）[1]
- 2011年（平成23年）
  - 1月 - 厚生労働省大臣官房付（併：内閣事務官（内閣官房）、内閣府事務官（大臣官房）命：与謝野馨国務大臣秘書官事務取扱）[1]
  - 9月 - 厚生労働省大臣官房総務課企画官[1]
- 2012年（平成24年）
  - 9月 - 厚生労働省大臣官房付[1]
  - 10月 - 日本貿易振興機構本部企画部海外事務所運営課付（ジェトロ・ニューヨーク事務所）[1]
- 2015年（平成27年）
  - 8月 - 厚生労働省大臣官房付（併：年金局）[1]
  - 10月1日 - 厚生労働省大臣官房参事官（資金運用担当）[1][9]
- 2017年（平成29年）7月11日 - 厚生労働省年金局資金運用課長[10]
- 2018年（平成30年）7月31日 - 厚生労働省老健局医療介護連携政策課長[11]
- 2019年（令和元年）7月9日 - 厚生労働省保険局総務課長[3]
- 2020年（令和2年）8月7日 - 厚生労働省大臣官房会計課長[12]
- 2022年（令和4年）6月28日 - 内閣審議官兼新型コロナウイルス等感染症対策推進室審議官兼新型コロナウイルス感染症対策本部事務局審議官[4]
- 2023年（令和5年）7月4日 - 厚生労働省総合政策担当審議官[5]
- 2024年（令和6年）7月5日 - 厚生労働省大臣官房総括審議官[6]
- 2025年（令和7年）7月8日 - 厚生労働省大臣官房長[8]